# 田中慧吾
田中 慧吾（たなか けいご、1月18日）は、日本の作曲家。

## 概要
幼少期から音楽を作ることに興味があり、5歳の頃より自発的にピアノを習い、デスクトップミュージック（DTM）の音楽制作に没頭する。現在は、イニシャルクレジットでエレクトロニック・ダンス・ミュージック（EDM）などダンス・ミュージックのトラックメイカーとしても活動している。2008年、ポピュラー音楽を中心とした音楽制作を開始。Uplifting Vocal Tranceに感銘を受け、シンセサイザーと歌の調和を意識するようになる。

## 作品

### 作曲・編曲
- Brand New Hi!／Hi!Superb（Shogo / 早川博隆との共作曲）
- Moonlight／松下優也（Shogo / 早川博隆との共作曲）
- 関西テレビ放送開局55周年記念ドラマ（松田純一との共編曲）
- 浮気の境界線／SLOTH
- Never Ending Story／Two Side｟JAPAN EXPO THAILAN｠
- 瀬戸内国際芸術祭2019 入江早耶『漁師の夢』

### リミックス
- 新妻聖子／Nessun Dorma (lounge mix)
- モンスターストライク／XFLAG